# Релігія в Україні
| До якої релігії себе відносять українці | До якої релігії себе відносять українці | До якої релігії себе відносять українці | До якої релігії себе відносять українці | До якої релігії себе відносять українці |
| --------------------------------------- | --------------------------------------- | --------------------------------------- | --------------------------------------- | --------------------------------------- |
| відповідь                               |                                         |                                         | відсоток                                |                                         |
| Православ'я                             | Православ'я                             |                                         | 69.3%                                   | 69.3%                                   |
| Просто християнин                       | Просто християнин                       |                                         | 9.6%                                    | 9.6%                                    |
| Греко-католики                          | Греко-католики                          |                                         | 9%                                      | 9%                                      |
| Католики                                | Католики                                |                                         | 1.2%                                    | 1.2%                                    |
| Протестантизм                           | Протестантизм                           |                                         | 1.2%                                    | 1.2%                                    |
| Іслам                                   | Іслам                                   |                                         | 1%                                      | 1%                                      |
| Юдаїзм                                  | Юдаїзм                                  |                                         | 0.4%                                    | 0.4%                                    |
| Атеїсти                                 | Атеїсти                                 |                                         | 4.3%                                    | 4.3%                                    |
| Свідки Єгови                            | Свідки Єгови                            |                                         | 2%                                      | 2%                                      |
| Важко сказати                           | Важко сказати                           |                                         | 2.3%                                    | 2.3%                                    |
| відмова відповідати                     | відмова відповідати                     |                                         | 0.4%                                    | 0.4%                                    |

Релігія в Україні — сукупність усіх наявних релігійних і конфесійних груп в Україні та подій, що відбуваються в релігійному житті України.

## Наявна статусність
Більшість вірян України в опитуваннях називають себе православними (68,8 %), в різний час від третини до половини визнававали себе вірянами УПЦ КП, яка посідає тим самим перше місце серед українських церков за чисельністю вірян і є найбільшою релігійною організацією в Україні. На 2018 рік число вірян УПЦ КП становило 45,2 % проти 16,9 % для УПЦ МП.За статистикою 67,9 % громадян України — вважають себе вірянами. При цьому більшість громадян України православні — 62,3 %. Їхня кількість постійно знижується, ще 2014 року було 70,2 % православних.
Міністерство культури та стратегічних комунікацій надає таку інформацію про чисельність цих двох найбільших конфесій (станом на 01.01.2020):
- 12410 релігійних організацій належать до структури УПЦ (МП), які мають у користуванні 11157 культових та пристосованих під молитовні будівель, зокрема 7804 культових будівель та 3353 приміщень, пристосованих під молитовні;
- 7097 релігійних організацій належать до структури Православної церкви України (КП); 5299 будівель: 3673 культових та 1626 приміщень, пристосованих під молитовні.[3]

У 2018 році Україна посіла 11-е місце за релігійністю серед 34 країн Європи. 31 % населення в Україні є дуже релігійним. З них: 22 % населення України (13-е місце) кажуть, що релігія є дуже важливою в їхньому житті; 35 % (9-е) — кажуть, що відвідують релігійні служби щонайменше раз на місяць; 29 % (9-е) кажуть, що моляться щодня; 32 % (13-е) кажуть, що вірять у Бога з абсолютною впевненістю.
| 100 % у стовпчику                                       | 2020 | 2022 | 2024 |
| Православ'я                                             | 62,3 | 62,7 | 55,4 |
| Греко-католицизм                                        | 9,6  | 10,2 | 11,9 |
| Римо-католицизм                                         | 1,2  | 1,9  | 1,0  |
| Протестантські та Євангелічні Церкви                    | 1,5  | 3,7  | 2,5  |
| Юдаїзм                                                  | 0,1  | 0,1  | 0,3  |
| Іслам                                                   | 0,5  | 0,2  | 0,1  |
| Буддизм                                                 | 0,3  | 0,2  | 0,1  |
| Індуїзм                                                 | 0,0  | 0,1  | 0,0  |
| Язичництво                                              | 0,0  | 0,1  | 0,0  |
| Просто християни                                        | 8,9  | 8,7  | 9,8  |
| Не відносять себе до жодного з релігійних віросповідань | 15,2 | 11,7 | 18,4 |

Конфесійна приналежність українців, які регулярно відвідують богослужіння:
| 100 % у стовпчику | Україна |
| Православ'я       | 57,53   |
| Греко-католицизм  | 21,95   |
| Римо-католицизм   | 5,31    |
| Протестантизм     | 10,34   |
| Просто християни  | 4,86    |

## Християнство

### Католицизм
- Римо-католицька церква в Україні
- Українська греко-католицька церква

УГКЦ має яскраво виражену географічну особливість — 97 % її парафій (понад 3000) зосереджено на Галичині, хоча осередок УГКЦ згідно з правилами Ватикану було перенесено до Києва як столиці України (Патріарший собор Воскресіння Христового). Головне завдання цієї церкви — проголошення власного патріархату (усі передумови вже виконані), та розбудова громад у центрі та на сході держави через українців галицького походження та православних вірян, котрі бажають перейти в підпорядкування католицькій церкві.
|  |  |  |  |  |  |

### Православ'я
У 2018 році 45,2 % православних вважали себе вірянами УПЦ КП, 16,9 % — УПЦ МП, 2,1 % — Української автокефальної православної церкви, а 33,9 % — вважали себе просто православними та не пов'язували себе з конкретною конфесією.
- УПЦ КП
- УАПЦ

Ці конфесії були добре представлені у центрі та на заході України, але мали дуже слабкий вплив на переважно російськомовні схід і південь. Обидві церкви, хоча і вважали себе українськими автокефальними церквами, мали певні труднощі у своєму визнанні Всесвітнім Константинопольським чи Московським патріархатами.
Після проведення Об'єднавчого собору українських православних церков на якому було утворено Православну церкву України з УПЦ КП, УАПЦ та колишніх ієрархів УПЦ МП, отримання нею Томосу про надання автокефального церковного устрою від Константинопольського патріархату та початку процесу визнання іншими помісними автокефальними церквами, через що Московський патріархат пішов на Мінську схизму (розкол), канонічний статус юрисдикцій дзеркально змінився, оскільки після визнання недійсним синодального листа від 1686 року Московська патріархія втратила будь-які канонічні права на територію української церкви (а також Литви, Латвії, Молдови та Білорусі).
- Православна церква України

Станом на травень 2019 79 % відсотків українців вважали себе православними, при цьому найбільше (49 % опитаних) вважають себе вірянами Православної церкви України. До УПЦ (МП) зараховують себе 16 % українців, а 14 % православних українців не визначились із конкретною юрисдикцією.
- УПЦ (МП) посідає перше місце серед українських церков за чисельністю громад (понад 11.000), що приблизно дорівнює кількості громад ПЦУ та УГКЦ разом взятих. Представлена громадами у майже всіх регіонах України, за винятком Галичини. Водночас на межі 2014—2015 років Донбас був єдиним регіоном України, де явна більшість опитаних громадян (55 %) визнала свою приналежність до УПЦ МП[10]. Хоча формально це й окрема церква, вона не автокефальна у повному сенсі від Російської православної церкви (тобто не автокефальна у повному сенсі), тому не вважається частиною суспільства за національну.

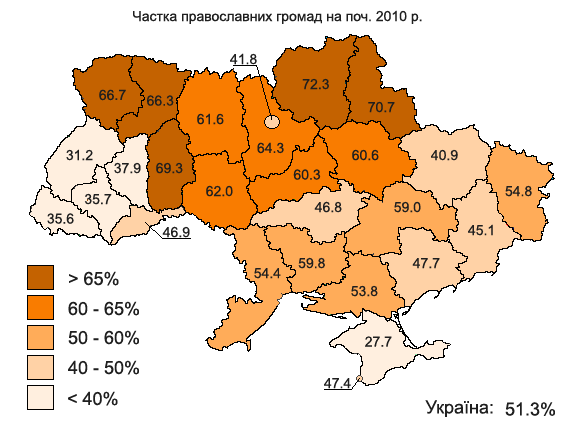
Частка православних громад за регіонами України

У зв'язку з військовою агресією Росії проти України посилилась тенденція переходу парафіян УПЦ МП під юрисдикцію УПЦ КП як індивідуально, так навіть і цілими парафіями та в різних регіонах України — на Волині, Львівщині, Рівненщині, Тернопіллі, Київщині, Херсонщині, Буковині, Вінниччині. У період з 25 грудня 2014 року по 15 січня 2015 року фонд «Демократичні ініціативи» спільно з соціологічною службою Ukraininan Sociology Service на замовлення Міжнародного центру перспективних досліджень провели соціологічне опитування громадян на території України (за винятком Луганської області та Криму) стосовно змін в релігійних уподобаннях українців. За результатами опитування 20 % громадян України вважають Українську православну церкву Московського патріархату релігійним інститутом країни-агресора, який веде в Україні підривну діяльність.
| 100 % у стовпчику                                             | Україна в цілому | Захід | Центр | Південь | Схід | Донбас |
| Православна Церква України (КП)                               | 61,5             | 71,2  | 70,5  | 48,3    | 48,6 | 43,8   |
| УПЦ — Московський Патріархат                                  | 17,9             | 15,1  | 12,8  | 17,7    | 26,4 | 31,2   |
| Не пов'язують себе із жодним патріархатом, просто православні | 16,6             | 10,3  | 13,5  | 27,0    | 20,5 | 22,8   |
| Важко сказати                                                 | 3,5              | 3,3   | 2,7   | 6,1     | 3,8  | 2,2    |
| Відмова відповідати                                           | 0,4              | 0,0   | 0,5   | 0,9     | 0,6  | 0,0    |

| 100 % у рядку | Позитивно | Нейтрально / Ні позитивно, ні негативно | Негативно | Важко сказати / Відмова | Не знаю такого |
| 1. Православної церкви України | 65,3      | 26,8                                    | 5,6       | 2,2                     | —              |
| 2. УПЦ Московського патріархату | 24,5      | 41,1                                    | 28,7      | 5,7                     | —              |
| 3. Української греко-католицької церкви | 37,0      | 50,4                                    | 4,8       | 7,8                     | —              |
| 4. Епіфанія — предстоятеля Православної церкви України                                                                                                | 42,3      | 39,1                                    | 5,0       | 5,9                     | 7,7            |
| 5. Філарета — Почесного Патріарха, очільника Української православної церкви Київського патріархату (до її приєднання до Православної церкви України) | 44,1      | 35,1                                    | 8,2       | 5,9                     | 6,7            |
| 6. Макарія — очільника Української автокефальної православної церкви (до її приєднання до Православної церкви України)                                | 23,8      | 38,5                                    | 3,6       | 9,7                     | 24,5           |
| 7. Онуфрія — предстоятеля УПЦ Московського патріархату                                                                                                | 18,6      | 40,2                                    | 20,9      | 7,8                     | 12,4           |
| 8. Святослава Шевчука — предстоятеля Української греко-католицької церкви                                                                             | 28,7      | 40,7                                    | 2,9       | 7,9                     |                |

| 100 % у рядку | Дуже позитивно | Скоріше, позитивно | Нейтрально / Ні позитивно, ні негативно | Скоріше, негативно | Дуже негативно | Важко сказати | Відмова відповідати | Не знаю такого |
| 1. Православної церкви України | 29,2           | 36,1               | 26,8                                    | 3,5                | 2,1            | 2,1           | 0,1                 | —              |
| 2. УПЦ Московського патріархату | 8,4            | 16,1               | 41,1                                    | 14,3               | 14,4           | 5,5           | 0,2                 | —              |
| 3. Української греко-католицької церкви | 14,3           | 22,7               | 50,4                                    | 2,9                | 1,9            | 7,7           | 0,1                 | —              |
| 4. Епіфанія — предстоятеля Православної церкви України                                                                                                | 17,2           | 25,1               | 39,1                                    | 3,0                | 2,0            | 5,9           | 0,0                 | 7,7            |
| 5. Філарета — Почесного Патріарха, очільника Української православної церкви Київського патріархату (до її приєднання до Православної церкви України) | 17,6           | 26,5               | 35,1                                    | 5,2                | 3,0            | 5,9           | 0,0                 | 6,7            |
| 6. Макарія — очільника Української автокефальної православної церкви (до її приєднання до Православної церкви України)                                | 6,4            | 17,4               | 38,5                                    | 2,6                | 1,0            | 9,5           | 0,2                 | 24,5           |
| 7. Онуфрія — предстоятеля УПЦ Московського патріархату                                                                                                | 6,6            | 12,0               | 40,2                                    | 11,2               | 9,7            | 7,6           | 0,2                 | 12,4           |
| 8. Святослава Шевчука — предстоятеля Української греко-католицької церкви                                                                             | 12,4           | 16,3               | 40,7                                    | 1,7                | 1,2            | 7,8           | 0,1                 | 19,6           |

### Протестантизм
Особливе питання для України — це релігійні громади протестантів, до яких належать як відверто харизматичні церкви, так і велика маса євангельських, баптистських церков. Щодо кількості громад, то вона сягає понад 8.000 і у більшості областей держави становить до 50 % всіх церковних організацій. До протестантів належать 2,4 % населення України, що становить 1,125 млн осіб. Щотижня відвідують протестантські богослужіння близько 820 тисяч осіб. Це на 30 тисяч більше, аніж в УПЦ МП. Таким чином, більшість вірян протестантських конфесій є активними, що відрізняє їх від решти конфесій.
|  |  |  |  |  |  |

|  |  |  |  |  |  |

## Свідки Єгови
В Україні налічується понад 129 тисяч громадян, які визнали себе Свідками Єгови. Впродовж 2012 року мережа Свідків Єгови зменшилась на 5 одиниць і складала на початок 2013 року 1091 згромадження, що становило 10,3 % протестантських громад або 2,9 % релігійних громад України. З 2009 року, коли їхня присутність на території України становила 1106 організацій або 3,2 % від всіх релігійних організацій держави, за останні 4 роки припинили свою діяльність як юридичні особи 15 релігійних організацій, що становить 1,4 % від'ємного показника приросту. На початок 2013 року в структурі церкви діяв 1 центр та 1090 первинних осередків (1899 священнослужителів, в тому числі 18 іноземців), функціонували 174 недільні школи.

Частка громад Свідків Єгови по регіонах на 01.01.2010)

## Церква Ісуса Христа святих останніх днів
Детальніше: Церква Ісуса Христа святих останніх днів в Україні
Станом на 2019 рік в Україні зареєстровано 11 242 членів Церкви Ісуса Христа Святих останніх днів.

## Іслам
Детальніше: Іслам в Україні

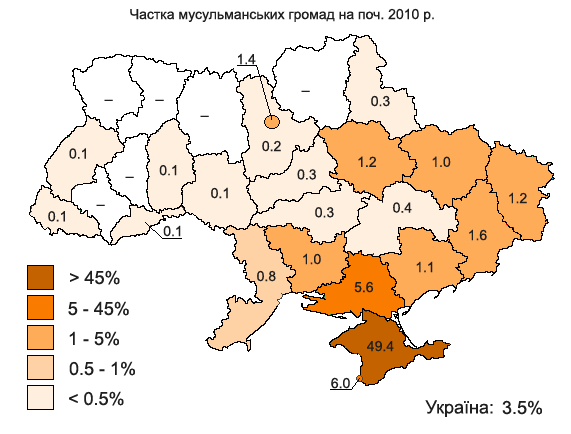
Частка мусульманських громад по регіонах на 01.01.2010)

Муфтій, обраний Курултаєм мусульман Криму, є главою мусульман автономії. Він же – голова Духовного управління мусульман Криму. Муфтій Криму повинен мати богословську освіту, достатній досвід духовного управління. Муфтій у своїй діяльності керується рішеннями Курултаю мусульман Криму, Ради ДУМК, а також Меджлісу кримськотатарського народу. Муфтій обирається терміном на п'ять років, здійснює зв'язок з іншими духовними управліннями мусульман, представляє ДУМК перед державою та міжнародними організаціями, контролює роботу всіх духовних закладів мусульман Криму.
У 1993 р. було створено Духовне управління мусульман України (м. Київ), яке очолює шейх Ахмед Тамім. У 1994 р. тут було засновано Ісламський університет, завданням якого є навчання майбутніх імамів (керівників релігійних громад) та викладачів ісламу. Університет підтримує тісні зв'язки з каїрським університетом «Аль-Азхар» (Єгипет). Видається газета «Мінарет» російською та арабською мовами; при загальноосвітній школі «Іршад» («Повчання»), де запроваджено вивчення арабської мови, функціонує видавництво «Аль-Іршад»; існує ісламська бібліотека.
Віруючі мусульмани об'єднані в релігійні громади, котрі належать до одного напряму – сунізму. Але все ж мусульманські громади, що проживають в Києві, Львові, Одесі, Херсоні, Донецьку та інших містах, підпорядковуються різним духовним центрам та управлінням. 11 вересня 2008 року державний Комітет України у справах національностей та релігій зареєстрував нове мусульманське об'єднання – Духовне управління мусульман України «Умма».
Найвищим керівним органом Управління є Загальні збори, на яких обирається муфтій і правління (рада імамів) на термін 2-х років. Муфтієм ДУМУ «Умма» є Мурат Сулейманов.
За словами шейха Ахмеда Таміма в Україні проживає близько 2 мільйонів мусульман. Це рахуючи з тимчасово окупованими територіями.

## Юдаїзм
Юдаїзм представлений на території України 309 релігійними організаціями, що складає 17,1 % мережі релігійних організацій національних меншин або 0,8 % релігійної мережі держави. На початок 2009 року кількість юдейських релігійних організацій становила 292 одиниці або 0,8 %. релігійної мережі держави. Приріст кількості юдейських релігійних організацій у 2008—2012 роках 4 роки становив 17 одиниць, а у 2012 році — 3 одиниці або 0,9 %, що є нижчим від загальнодержавного (1,4 %) показника приросту за 2012 рік. Загалом, в юдейському сегменті функціонують згромадження об'єднані чотирма центрами. Зокрема, Об'єднання юдейських релігійних організацій України представлене 89 структурами, в тому числі 1 центром, 84 громадами (49 священнослужителів, в тому числі 14 іноземців), 2 духовними навчальними закладами (19 слухачів), 17 недільними школами, 4 періодичними друкованими виданнями. Всеукраїнський конгрес юдейських релігійних організацій має 14 релігійних організацій, з яких 1 центр, 1 управління, 11 громад (7 священнослужителів, в тому числі 6 іноземців), 1 духовний навчальний заклад (19 слухачів), 8 недільних шкіл, 2 періодичних видання. Об'єднання хасидів Хабад Любавич юдейських релігійних організацій України має 124 релігійні організації, в тому числі 1 центр, 9 обласних управлінь, 107 громад (90 священнослужителів, в тому числі 56 іноземців), 4 духовні навчальні заклади (175 слухачів), 44 недільних шкіл, 18 періодичних видання. Релігійні організації прогресивного юдаїзму нараховують у своєму складі 52 організації, з яких 1 центр, 1 управління, 50 громад (26 священнослужителів, в тому числі 2 іноземці), 9 недільних шкіл, 2 періодичні видання. Інші юдейські релігійні організації об'єднують 30 громад (18 священнослужителів, в тому числі 3 іноземці), діє 7 недільних шкіл та 2 періодичних релігійних видання.

## Географічне поширення релігії
Географічне поширення релігії в Україні неоднорідне. 34,5 відсотка (або 11642 громад) релігійних громад розташовано у західному регіоні України, 23 відсотки (або 7762 громад) розташовані у центральному регіоні, 17,3 відсотка (або 5853 громад) розташовано у південному регіоні та лише 9,3 відсотка (або 3138 громад) розташовано у східному регіоні.
Кількість релігійних громад за областями:
| № п/п                             | Регіон                    | Населення (на 01.04.2010) | Кількість населення на одну громаду | Кількість громад (1 січня 2010) | Докладніше | Кількість громад (1 січня 2019) | Кількість громад (1 січня 2021) |
| --------------------------------- | ------------------------- | ------------------------- | ----------------------------------- | ------------------------------- | ---------- | ------------------------------- | ------------------------------- |
| Автономна республіка              |                           |                           |                                     |                                 |            |                                 |                                 |
|                                   | Крим                      | 1964544                   | 975                                 | 2014                            | докладніше | 1360                            | 1360                            |
| Області                           |                           |                           |                                     |                                 |            |                                 |                                 |
| 1                                 | Вінницька область         | 1647905                   | 835                                 | 1974                            | докладніше | 2158                            | 2244                            |
| 2                                 | Волинська область         | 1036685                   | 704                                 | 1472                            | докладніше | 1619                            | 1683                            |
| 3                                 | Дніпропетровська область  | 3350351                   | 2866                                | 1169                            | докладніше | 1477                            | 1540                            |
| 4                                 | Донецька область          | 4457727                   | 2830                                | 1575                            | докладніше | 1784                            | 1876                            |
| 5                                 | Житомирська область       | 1283860                   | 979                                 | 1311                            | докладніше | 1541                            | 1622                            |
| 6                                 | Закарпатська область      | 1245173                   | 710                                 | 1753                            | докладніше | 1875                            | 2011                            |
| 7                                 | Запорізька область        | 1808581                   | 1941                                | 932                             | докладніше | 1107                            | 1142                            |
| 8                                 | Івано-Франківська область | 1380344                   | 1082                                | 1276                            | докладніше | 1354                            | 1442                            |
| 9                                 | Київська область          | 1720387                   | 1079                                | 1594                            | докладніше | 1846                            | 1914                            |
| 10                                | Кіровоградська область    | 1016083                   | 1595                                | 637                             | докладніше | 782                             | 745                             |
| 11                                | Луганська область         | 2305982                   | 3091                                | 746                             | докладніше | 832                             | 869                             |
| 12                                | Львівська область         | 2547500                   | 903                                 | 2821                            | докладніше | 3114                            | 3286                            |
| 13                                | Миколаївська область      | 1187867                   | 1692                                | 702                             | докладніше | 773                             | 807                             |
| 14                                | Одеська область           | 2388947                   | 1989                                | 1201                            | докладніше | 1295                            | 1388                            |
| 15                                | Полтавська область        | 1496592                   | 1498                                | 999                             | докладніше | 1153                            | 1194                            |
| 16                                | Рівненська область        | 1151748                   | 795                                 | 1449                            | докладніше | 1566                            | 1636                            |
| 17                                | Сумська область           | 1169269                   | 1584                                | 738                             | докладніше | 591                             | 545                             |
| 18                                | Тернопільська область     | 1087563                   | 654                                 | 1663                            | докладніше | 1757                            | 1843                            |
| 19                                | Харківська область        | 2764007                   | 3383                                | 817                             | докладніше | 992                             | 1043                            |
| 20                                | Херсонська область        | 1091877                   | 1230                                | 888                             | докладніше | 950                             | 990                             |
| 21                                | Хмельницька область       | 1332283                   | 767                                 | 1737                            | докладніше | 1908                            | 2070                            |
| 22                                | Черкаська область         | 1292827                   | 1038                                | 1246                            | докладніше | 1405                            | 1448                            |
| 23                                | Чернівецька область       | 903971                    | 748                                 | 1208                            | докладніше | 1301                            | 1381                            |
| 24                                | Чернігівська область      | 1106834                   | 1231                                | 899                             | докладніше | 977                             | 1016                            |
| Міста що мають спеціальний статус |                           |                           |                                     |                                 |            |                                 |                                 |
| 1                                 | Київ                      | 2785976                   | 3333                                | 836                             | докладніше | 1005                            | 1314                            |
| 2                                 | Севастополь               | 380458                    | 3280                                | 116                             | докладніше | 127                             | 127                             |
|                                   | Разом                     | 45905341                  | 1445                                | 31759                           |            | 35162(+1487)                    | 37049(+1487)                    |

## Державна регуляторність
1 жовтня 2020 року в структурі Секретаріату Кабінету міністрів України створено відділ у справах релігій, на який покладено відповідальність за розгляд на урядовому рівні усіх питань, пов'язаним з діяльністю наявних релігійних організацій держави.
- Державна служба України з етнополітики та свободи совісті